# Bonifacio Arevalo
Bonifacio F. Arevalo (Manilla, 14 mei 1850 - 13 december 1920) was een Filipijns Ilustrado en beeldhouwer. Hij was een van de eerste beeldhouwers in de Filipijnen die zich ook met niet-religieuze onderwerpen bezighield.

## Biografie
Bonifacio Arevalo werd geboren op 14 mei 1850 in Quiapo in de Filipijnse hoofdstad Manilla. Zijn ouders waren beeldhouwer Justo Arevalo en Esperanza Flores. Nadat hij zijn vader op 7-jarige leeftijd verloor, groeide op bij zijn oom en tante. Zijn oom, Jose Arevalo was tandarts en beeldhouwer. In diens werkplaats leerde hij van zijn tante Eulalia Asuncion het vak van houtsnijden. Na het voltooien van zijn opleiding was hij assistent in opleiding in het San Juan de Dios ziekenhuis in Manilla en ontving hij in 1876 een certificaat cirujano ministrante (dienende chirurg). Hij begon net als zijn oom een eigen tandartspraktijk in Quiapo in Manilla. Nadat de regels voor tandartsen waren aangepast slaagde hij 1888 voor het nieuwe examen voor tandartsen. Hij was daarmee in die tijd een van de eerste gediplomeerde tandartsen in Manilla.
Door zijn goedlopende tandartspraktijk kon hij zich naast zijn werk richtten op beeldhouwen. Hij gebruikte voornamelijk hout als materiaal voor zijn werk, dat in drie categorieën in te delen: religieus werk, zoals La Purisima Concepcion, Calvario, Christ of Velasquez en San Rafael; gebeeldhouwde vignetten (taferelen van lokale gebruiken en gebeurtenissen), zoals Zapatero en Magmamais en Bayad; en bustes van bekende personen, zoals de bustes van gouverneur-generaal Ramon Blanco en de eerste Filipijnse opperechter van het Filipijns hooggerechtshof, Cayetano Arellano. In 1985 won hij een gouden medaille op de Exposicion Regional de Filipinas in de categorie beeldhouwen. Ook kreeg hij in 1902 enkele onderscheidingen voor zijn beelden van de keizer en keizerin van Japan tijdens een expositie in Hanoi. 
Naast zijn beeldhouwwerk was hij ook actief in andere culturele sectoren. Zo blies hij de Pasig Band nieuw leven in door 30 tot 80 muzikanten in dienst ten nemen. De nieuwe band werd uiteindelijk bekend onder de naam Banda Arevalo. De band werd de officiële band van de revolutionaire beweging in 1898. Ook richtte hij een acteursbedrijfje op, waarmee regelmatig de toen populaire moro-moro voorstellingen werden opgevoerd.
In juli 1892 sloot hij zich aan bij La Liga Filipina, van Jose Rizal, en werd gekozen tot penningmeester. Nadat de beweging ophield te bestaan door de deportatie van Rizal naar Dapitan sloot hij zich in augustus 1894 aan bij de Cuerpo de Compromisarios. Kort na de ontdekking van de ondergrondse revolutionaire beweging Katipunan werd hij door de Spanjaarden gearresteerd en negen maanden vastgehouden. Na zijn vrijlating werd hij in 1898 benoemd in een adviesraad die was ingesteld door gouverneur-generaal Basilio Augustín. Deze raad werd echter na een maand alweer opgeheven. In datzelfde jaar sloot hij zich aan bij de revolutionaire beweging en was hij actief als kolonel in de hoofdstad Manilla. Kort na het begin van de Filipijns-Amerikaanse Oorlog werd hij gevangengenomen door de Amerikanen. Na zijn vrijlating was hij alleen nog actief als tandarts en als ondernemer.
Arevalo overleed in 1920 op 70-jarige leeftijd. Hij was getrouwd met Trinidad Arevalo en kreeg met haar drie zonen. Later trouwde hij met Benita Ocampo. Zij kregen samen een dochter.